# Isabelle Nanty
Isabelle Marie-Josée Nanty (ur. 21 stycznia 1962 w Bar-le-Duc) – francuska aktorka, reżyser i scenarzystka.
Zagrała rolę Georgette w filmie Amelia (2001). Wystąpiła również w komedii Asterix i Obelix: Misja Kleopatra. Otrzymała nominacje do nagrody Cezara za role w filmach: Amelia, Ciocia Danielle i Tylko nie w usta.

## Filmografia

### Aktorka
Filmy fabularne
- 2020: Lato ’85 jako pani Robin, matka Alexisa
- 2019: Fahim, mały książę szachów jako Mathilde
- 2011: Cendrillion udzielała głosu
- 2010: Mystére jako Danielle
- 2009: Incognito jako Alexandra
- 2009: Skarb jako Brigitte
- 2009: Grand restaurant jako klientka w restauracji
- 2008: Disco jako Baronowa
- 2008: Agathe Cléry jako Joëlle
- 2008: Król Wilhelm jako Paméla-Gisele
- 2007: On a tous grandi avec Louis de Funés jako ona sama
- 2006: Do dwóch razy sztuka jako Rageaud
- 2004: Casablanca Driver jako Léa
- 2004: J'me sens pas belle jako Charlotte (głos)
- 2003: Tylko nie w usta jako Arlette Poumaillac
- 2003: Bison (et sa voisine Dorine) jako Dorine
- 2003: Toutes les files sont folles jako Vanille
- 2002: 3 zera jako Sylvie
- 2002: Asterix i Obelix: Misja Kleopatra jako Idea
- 2002: À l'abri des regards indiscrets jako bogata matka
- 2002: Edouard est marrant jako Isabelle Nanty
- 2001: 17 rue Bleue jako Françoise
- 2000: Amelia jako Georgette
- 2000: La Bostella jako Mathilda
- 2000: Fréres Soeur jako Marion
- 2000: Envol jako konsultant artystyczny
- 1998: Zabójcza kolacja jako Isabelle
- 1998: Ça reste entre nous jako Martine
- 1996: Secret D'Iris jako Evelyne
- 1996: Chasses-croises jako Antoinette
- 1994: Pourquoi maman ast dans mon lit? jako Mlle Bachofner
- 1994: Amoureux jako Marylinie
- 1994: Folie douce jako Gloria
- 1993: Goście, goście jako Fabienne Morlot
- 1992: Piękna historia jako Isabelle
- 1990: Autrichienne jako Królowa Milliot
- 1990: Ciocia Danielle jako Sandrine Vonnier
- 1989: Dreux Fragonard jako Lisette
- 1987: Beatrice jako Mamka
- 1986: On a volé Charlie Spencer jako mała blondynka
- 1985: Rouge baiser jako Jeanine
- 1983: Faucon jako prezenterka radiowa

Seriale
- 1998: Comme au cinéma jako ona sama (gościnnie)
- 1996: Femme de la forét jako Valentine
- 2013: Scènes de ménages gościnnie (trzy odcinki)
- 2013: Soda gościnnie (jeden odcinek)

### Reżyser
- 2003: Bison (et sa voisine Dorine)

### Scenarzystka
- 2003: Bison (et sa voisine Dorine)